# Jawa (Star Wars)
Los jawas son una raza ficticia del universo Star Wars. Aparecen en Una nueva esperanza, El retorno del Jedi, La amenaza fantasma, El ataque de los clones, El Mandaloriano y El libro de Boba Fett.

## Descripción
Son oriundos del planeta Tatooine, donde se cubren completamente con túnicas marrones para protegerse de los dos soles del planeta.
Estos curiosos seres pertenecen a tribus expandidas por todo Tatooine, donde viven en familias de hasta 10 o 15 miembros. Son capaces de reparar y desmontar droides astromecánicos y conducir un vehículo llamado Sand Crawler (reptador de las arenas, en español) para ir de un lugar a otro; son nómadas. Sus peores enemigos son otra tribu nómada de Tatooine, los feroces moradores de las arenas, buscando matar a cualquiera que se meta en su camino o amenace a su pueblo. Casi el 70% de los niños jawa fueron secuestrados y asesinados por los moradores de las arenas, pero un 15% sus padres. 
En el Episodio I, aparecen jawas en los puertos espaciales de Tatooine, el entonces hogar de Anakin Skywalker, tan solo un niño de nueve años. En el Episodio II, un jawa aparece como ayudante de Anakin en Tatooine. En el Episodio IV, una tribu de jawas disparó un rayo eléctrico a R2-D2 y lo llevaron hasta su sandcrawler para desmontarlo; allí también se encontraba su mejor amigo C-3PO. Luego le vendieron los droides a Luke Skywalker, que vivía en su granja con sus tíos Owen y Beru. Al final, los stormtroopers asesinaron a ambos, para sorpresa de Luke. En el Episodio VI, aparecen varios jawas en el palacio de Jabba, escuchando la música de la Banda Max Rebo. Cuando Luke y sus amigos destruyeron la barcaza del gángster luego de enfrentar a los guardias y servirles como alimento al terrible monstruo Sarlacc, la mayoría de los jawas la abandonaron antes de que explotara. Antes de los sucesos de la película, se especula que los jawas fueron presa fácil para el Sarlacc.
En El mandaloriano la mayoría de ellos fueron desintegrados por Din Djarin, quien cuidaba de Grogu, un ser de la misma especie que Yoda, de 50 años de edad. Al llegar el cazarrecompensas, acompañado de ugnaught llamado Kuiil, empezó a hablar su típico idioma, el "jawés", pero los jawas le dijeron que "parecía más un wookiee", y lo que pedían ellos era "el huevo", por lo que Djarin fue a buscarlo. Tras ser atacado por una bestia similar a un rinoceronte, Grogu usó la Fuerza para arrojarlo y salvar a su padre adoptivo, revelando que tenía aprox. 7000 midichlorians, una especie de células que le otorgaban todo el poder y la Fuerza a un Jedi o a un Sith. Con el huevo consigo, los jawas lo degustaron muy felizmente, comiendo su yema, hasta que poco después, con la Razor Crest reparada, Din Djarin y Grogu abandonaron Arvala-7, despidiéndose de Kuiil.
En El libro de Boba Fett, aparecen algunos jawas en sus campamentos durante la estadía de Boba Fett - quien había sobrevivido al Sarlacc en Return of the Jedi - en Tatooine.

## Idioma
Los jawas hablan un lenguaje peculiar denominado «jawés». Para crearlo para el episodio IV Una nueva esperanza, George Lucas grabó diálogos en zulú y otras lenguas africanas, las cuales Ben Burtt cambió de tono y velocidad para crear el típico idioma de casi cualquier jawa.